# Francesco Soriano
Francesco Soriano, född cirka 1549, död 19 juli 1621, var en italiensk kyrkomusikkompositör.
Soriano var elev till Nanini och Palestrina och blev kapellmästare vid olika kyrkor i Rom, San Luigi dei Francesi, Santa Maria Maggiore och Laterankyrkan. 
Tillsammans med Anerio och Vittoria hör Soriano till de mest framstående representanterna för den romerska kyrkomusiken efter Palestrina, lika märklig genom sin stora kontrapunktiska konst som intagande genom dennas ideala strävan. 
Enstaka av hans verk finns återgivna i Proskes Musica divina.